# Bodoky Márk
Bodoky Márk (1992. április 21. –) magyar színművész.

## Életpályája
1992-ben született. Édesapja dr. Bodoky György onkológus, édesanyja Herczeg Csilla színésznő. A középiskola után rövid ideig az ELTE magyar szakán tanult. 2012–2017 között a Színház- és Filmművészeti Egyetem hallgatója volt. 2017-től a Miskolci Nemzeti Színház tagja.

## Színházi szerepei

### Miskolci Nemzeti Színház
- Feketeszárú cseresznye – Péterházy Géza
- Producerek – Carmen Ghia
- Leonce és Léna – Leonce
- Rómeó és Júlia – Rómeó
- A kétfejű fenevad – Fenevad
- A revizor – Bobcsinszkij
- A Mester és Margarita – Woland
- Mágnás Miska – Pixi
- Hermelin – Tokár Máté
- Kasimir és Karoline – Kasimir
- Déjà Vu – szereplő
- Ördögök – Nyikolaj Sztavrogin
- SzentivánéjiÁ! – Lysander
- Szerelmes Shakespeare – Sam/Julia
- Feketeszárú cseresznye – Péterházy Géza
- Agave – Márk – Kalandor, és/vagy „A tiszta szívű ifjú”
- Betörő az albérlőm – Harry
- Cyrano – Christian
- Három nővér – Fedotyik
- Édes Anna – Patikárius János
- Ruy Blas – Ruy Blas
- Györgyike drága gyermek – Tersánszky László
- Jó embert keresünk – I. Isten
- A mi osztályunk – Jakob Kac
- Csongor és Tünde – Csongor
- Bűn és bűnhődés – Lebezjatnyikov, Zamjotov
- Kivirágos kivirradtig – Pogány Imre
- Bakkhánsnők – Dionűszosz

### 6SZÍN
- Kontraszt – Máté Jegyvásárlás

### Egyéb
- Janikovszky Éva: Az úgy volt... – szereplő
- Spiró György: Szappanopera – szereplő

## Filmes és televíziós szerepei
- Aurora Borealis – Északi fény (2017) ...Pincér
- Ízig-vérig (2019) ...Pityu, a vőlegény barátja
- Bátrak földje (2020) ...Rokoczay Károly fiatalon
- Mellékhatás (2023) ...Milán

## Díjai, elismerései
- Soós Imre-díj (2021)[8]